# Hussein Shabani
Hussein Shabani (ur. 26 września 1990 w Bużumburze) – burundyjski piłkarz grający na pozycji ofensywnego pomocnika. Od 2020 gra w klubie AS Kigali FC.

## Kariera klubowa
Swoją karierę piłkarską Shabani rozpoczął w klubie Flambeau de l’Est FC. W 2012 roku zadebiutował w jego barwach w burundyjskiej pierwszej lidze. W debiutanckim sezonie wywalczył z nim mistrzostwo kraju, a w sezonie 2013/2014 został wicemistrzem. W latach 2014–2017 występował w Vital’O FC. W sezonie 2014/2015 sięgnął z nim po dublet - mistrzostwo i Puchar Burundi, a w sezonie 2015/2016 - po mistrzostwo. W sezonie 2017/2018 grał w Rwandzie, najpierw w Amagaju FC, a następnie w Rayon Sports FC. Sezon 2018/2019 spędził wpierw w południowoafrykańskim Baroka FC, a następnie etiopskim Ethiopian Coffee SC. W 2019 roku wrócił do Rwandy i został piłkarzem Bugesera FC. W 2020 przeszedł do AS Kigali FC. W sezonie 2020/2021 został z nim wicemistrzem Rwandy, a w sezonie 2021/2022 zdobył Puchar Rwandy.

## Kariera reprezentacyjna
W reprezentacji Burundi Shabani zadebiutował 28 lipca 2013 roku w zremisowanym 1:1, a następnie wygranym 4:3 po serii rzutów karnych meczu Mistrzostw Narodów Afryki 2014 z Sudanem, rozegranym w Chartumie. W 2019 roku został powołany do kadry do na Puchar Narodów Afryki 2019. Wystąpił w nim w jednym meczu grupowym, z Gwineą (0:2).